# Боливарианские игры 1985
10-е Боливарианские игры проходили с 9 по 18 ноября 1985 года в Куэнке, Амбато и Портовьехо (Эквадор). В соревнованиях приняли участие спортсмены из 6 стран. Церемония открытия Игр была проведена в Куэнке на стадионе имени Алехандро Серрано Агилара, открывал Игры президент Эквадора Леон Фебрес-Кордеро.

## Виды спорта
- Баскетбол
- Бейсбол
- Бокс
- Борьба
- Боулинг
- Велоспорт
- Волейбол
- Водные виды спорта
- Дзюдо
- Конный спорт
- Лёгкая атлетика
- Настольный теннис
- Парусный спорт
- Спортивная гимнастика
- Стрельба
- Теннис
- Тхэквондо
- Тяжёлая атлетика
- Футбол
- Шахматы

## Итоги Игр
| Место | Страна    | Золото | Серебро | Бронза | Всего |
| ----- | --------- | ------ | ------- | ------ | ----- |
| 1     | Венесуэла | 105    | 86      | 45     | 236   |
| 2     | Колумбия  | 59     | 62      | 64     | 185   |
| 3     | Перу      | 27     | 23      | 56     | 106   |
| 4     | Эквадор   | 26     | 43      | 57     | 126   |
| 5     | Панама    | 12     | 15      | 22     | 49    |
| 6     | Боливия   | 1      | 2       | 10     | 13    |
| Всего | Всего     | 230    | 231     | 254    | 715   |